# Paul-André Lesort
Pour les articles homonymes, voir Lesort.
Paul-André Lesort, né à Granville le 14 octobre 1915 et mort le 5 mars 1997 à Le Chesnay, est un homme de lettres et romancier français.

## Biographie

### Famille
Paul-André Lesort est le fils d'André Lesort (1876-1960), archiviste et historien, et d'Élisabeth Madelin, sœur de l'historien académicien Louis Madelin ; ceux-ci auront neuf enfants, dont Paul-André est le cinquième. Nommé archiviste en chef de Seine-et-Oise, André installe sa grande famille à Versailles, où Paul-André a passé toute son enfance, et où il résidera par la suite jusqu'à sa mort le 5 mars 1997 à Le Chesnay. P-A Lesort fait des études de droit et d'économie à la Sorbonne et se marie en 1938 avec Monique Letourneur, fille de l'ingénieur aéronaute Paul Letourneur, avec laquelle il aura quatre enfants.

### Activité littéraire
Sous-lieutenant d'infanterie au déclenchement de la seconde guerre mondiale, il est fait prisonnier sur le front en mai 1940 (il tirera plus tard de ces journées un ouvrage consacré à la relativité de la mémoire historique : "Quelques Jours de mai-juin 1940"). Il passe cinq années de captivité dans un oflag en Poméranie, où il forme une "popotte" avec un petit groupe d'intellectuels qui resteront ses proches toute sa vie, parmi lesquels Paul Ricœur, Mikel Dufrenne, Roger Ikor, Jacques Desbiez, avec lesquels il s'évade pendant l'hiver 44-45 avant d'être repris. C'est pendant sa captivité qu'il écrira la plus grande partie de son premier roman, "les Reins et les Cœurs", publié en 1947, qui sera salué par la critique et le monde littéraire, notamment par Gabriel Marcel et François Mauriac qui le désigne comme « un romancier authentique [...], l'un des meilleurs de sa génération ».
Participant à l'activité intellectuelle de l'après-guerre, il collabore notamment à la revue Esprit. Il s'investit, malgré ses douloureux souvenirs de guerre, aux côtés d'Emmanuel Mounier et Jean-Marie Domenach, dans le rapprochement des écrivains franco-allemands, et s'y lie notamment d'amitié avec Heinrich Böll. Il entre dans l'édition aux éditions du Temps présent. Mais c'est ensuite aux éditions du Seuil, où il entre en 1953, qu'il effectuera toute sa carrière ; comme conseiller littéraire, il accompagne de nombreux auteurs, comme André Schwartz-Bart ("Le Dernier des justes", prix Goncourt) ou Jean-Claude Barreau.
Croyant fervent et critique (certains critiques l'identifient comme "existentialiste chrétien"), il s'implique dans les mouvements spirituels chrétiens - notamment le CCIF (Centre catholique des intellectuels français) ; il dirigera, au Seuil, les collections "Maîtres spirituels" et "Livre de vie". Il milite pour l'œcuménisme et le dialogue des religions - il animera sur ce thème en 1962 une émission de radio ("Formes du sacré").
Sa littérature est marquée par la quête d'une vérité des êtres, que P. Ricœur traduit en commentant "les Reins et les Cœurs" : "Chacun est pris dans une histoire dont le sens lui échappe et dont il ne saisit que l'envers énigmatique et parfois absurde ; les autres restent pour lui des êtres opaques dont il n'entame pas la réalité profonde et lui-même reste pour soi une présence très proche et définitivement incompréhensible".
Paul-André Lesort a reçu le prix Max Barthou de l'Académie française en 1947 pour "les Reins et les Cœurs", le prix Alfred Née en 1954 pour "Le vent souffle où il veut", la Plume d'or du Figaro littéraire en 1965 pour "la Vie de Guillaume Périer", ainsi que le grand prix catholique de littérature. Il est chevalier de la Légion d'honneur et chevalier des Arts et des Lettres.

## Œuvres

### Romans et récits
- 1947 : Les Reins et les Cœurs, Plon, préface de Gabriel Marcel ; réédité au Seuil, 1964 puis au Livre de poche, no 2471, 1968 —  Prix Max-Barthou de l’Académie française.
- 1948 : Les Portes de la mort, Plon.
- 1951 : Né de la chair, Plon.
- 1954 : Le vent souffle où il veut, Plon[3] ; réédité au Seuil en 1983 — Prix Alfred-Née de l’Académie française.
- 1957 : Le Fer rouge, Seuil ; réédité au Livre de poche, no 5308, 1979.
- 1960 : G.B.K., Seuil.
- 1963 : Paul Claudel par lui-même, Collections Microcosme, Série "Écrivains de toujours", no 63, éditions du Seuil.
- 1966 : Vie de Guillaume Périer, Seuil[4].
- 1977 : Après le déluge, Seuil[5].
- 1979 : Une brassée de confessions de foi, Seuil.
- 1987 : La Ligne verte, Seuil.
- 1992 : Quelques Jours de mai-juin 40, Seuil.
- 1993 : Partage de la mémoire, Fayard[6].

### Contes
- 1965 : Tabakou à Jérusalem, illustrations de Jacques Le Scanff, Desclée de Brouwer ; réédité au Seuil en 1997 dans "Contes de Noël".
- 1967 : Véronique, dans "Contes du temps de Pâques", éditions du Seuil.

## Traductions
- Le Fondateur du christianisme (The Founder of Christianity), Charles Harold Dodd, Seuil, 1972.
- L'Homme de la Renaissance, ouvrage collectif, Seuil, 1990.

### Sources
- Les Grand Moments littéraires de Normandie du XVIIIe siècle à nos jours, Yves Jacob, éditions Corlet, 1981.
- Dictionnaire des personnages remarquables de la Manche, tome 2, Jean-François Hamel, sous la direction de René Gautier, Eurocibles, 2002.